# Spyridon Skembris
Spyridon Skembris (in greco Σπυρίδων Σκέμπρης?; Corfù, 22 febbraio 1958) è uno scacchista greco, Grande Maestro dal 1990.
Quattro volte vincitore del Campionato greco (1981, 1984, 1989 e 1993).
Con la nazionale greca ha partecipato a otto Olimpiadi degli scacchi consecutive (dal 1980 al 1994), e a due Campionati europei a squadre (1989 e 1992), vincendo la medaglia d'oro individuale in seconda scacchiera a Innsbruck nel 1992.

## Altri risultati di rilievo
- 1977 – 3°-6° nel campionato del mondo juniores, vinto da Artur Yusupov[3]
- 1988 – vince il torneo Acropolis di Atene (ripetuto nel 1989)
- 1992 – vince il torneo di Komotini
- 1993 – vince la Coppa Arnold di Gausdal
- 1997 – vince il torneo di Limassol
- 1999 – vince il torneo di Montecatini Terme (ripetuto nel 2003)[4]
- 2002 – vince la 9ª edizione dell'Autunno scacchistico veneziano
- 2005 – vince il torneo di Kavala

Ha raggiunto il più alto rating FIDE in luglio 2011, con 2475 punti Elo.